# Чёрно-жёлтая коалиция
Чёрно-жёлтая коалиция (нем. Schwarz-gelbe Koalition) — немецкий политический термин, обозначающий коалицию между христианскими демократами (ХДС и/или ХСС), традиционно ассоциирующимися в Германии с чёрным цветом, и либеральной СвДП, имеющей жёлтый цвет.

## История
В истории ФРГ и современной Германии существовало четыре «чёрно-жёлтых» федеральных правительства:
- 1961—1963: правительство Аденауэра (кабинеты IV и V)
- 1963—1966: правительство Эрхарда (кабинеты I и II)
- 1982—1998: правительство Коля (кабинеты I, II, III, IV и V)
- 2009—2013: правительство Меркель (кабинет II)

## Другие коалиции в Германии
- Большая коалиция
- Красно-зелёная коалиция
- Ямайская коалиция